# Famille Gernet
La famille Gernet (anciennement Gerneth, Gerndt, par la suite von Gernet en allemand ; Гернеты en russe) est une ancienne famille de la noblesse germano-balte et russe.

## Histoire
Cette famille est installée de longue date en Poméranie. L'ancêtre de la famille est Peter (Petrus) Gernet (ca. 1525 - ca. 1584), citoyen (1547) puis bourgmestre de Gollnow (1581-1584) en Poméranie. Son arrière-petit-fils, Joachim Gernet, s'installe vers 1675 dans la ville de Tallinn dont il devient le syndic puis le maire. Karl Gottlieb Gernet, officier de la marine impériale russe, reçoit un blason en 1761. Cette famille est inscrite dans la noblesse d'Estonie ainsi que dans la 3e partie de la généalogie des provinces de Saint-Pétersbourg et de Riazan de l'empire russe.

## Personnalités
- Nikolaus Gernet (ca. 1580°), bourgmestre de Gollnow, fils du fondateur Peter (Pertrus)[2].
- Georg Gernet (1620-1688), conseiller (Ratsherr) de Gollnow[2]. Fils du précédent.
- Joachim Gernet (1648–1710), avocat, magistrat, maire de Tallinn (1710)[2].
- Johann Friedrich Gernet (et) (1692-1771), théologien protestant.
- Johannes Gottlieb Gernet (1727-1787), marchand de Tallinn.
- Heinrich Wilhelm Gernet (1787-1880), chirurgien militaire.
- Karl August von Gernet (ru) (1819-1892), homme d'état de l'Empire russe, conseiller d'état réel, biologiste, naturaliste et entomologiste amateur. Récipiendaire de l'ordre de Saint-Stanislas (I), de Sainte Anne (I) et de Saint-Vladimir (III).
- Axel von Gernet (et) (1865-1920), historien germano-balte.
- Evgeny Sergeevich  Gernet (ru) (1882-1943), officier de la marine impériale russe et chevalier de l'Ordre de Saint-Stanislas (II) et de Sainte-Anne (III), il est capitaine de 2e rang en 1917. Il est par la suite officier général sous le régime soviétique, notamment en tant que commandant en chef des ports de la mer Noire (1920). Congédié de l'armée, il devient glaciologue et est l'auteur de la théorie des périodes de glaciation. Arrêté sur des accusations de sabotages en 1938, il est déporté dans un kolkhoze au Kazakhstan où il décède l'année suivante. Il est réhabilité à titre posthume en 1956.
- Mikhail Nikolaevich Gernet (ru) (1874-1953), docteur en droit, avocat et criminologue, professeur à l'Université d'État de Moscou et "scientifique émérite" de l'URSS. Récipiendaire du Prix Staline et de l'ordre du Drapeau rouge du Travail.
- Nadezhda Nikolayevna Gernet (1877-1943), mathématicienne et professeur à l'Université d'État de Leningrad. Membre de la Société mathématique de Moscou, elle est la deuxième femme de Russie titulaire d'un doctorat.
- Adolph von Gernet (de) (1863-1942), industriel métallurgiste, premier vice-consul de Russie à Johannesbourg. Époux de la princesse Leonilla Mestscherskaya.
- Axel von Gernet (de) (1865-1920), historien germano-balte.